# 埃米莉·康拉迪
埃米莉·康拉迪（德語：Emilie Conradi；1822年10月24日—1888年10月24日），本名埃米莉·马克思（Emilie Marx），是共产主义哲学家卡尔·马克思的妹妹。她曾在私塾或女子学校学习。她一直住在特里尔。她与哥哥卡尔及其妻子燕妮保持着书信联系。她与画家奥古斯特·古斯塔夫·拉辛斯基有过一段恋情。1859年10月22日，她与水利工程监督约翰·雅各布·康拉迪在特里尔结婚。1888年10月24日，她在自己的生日那天因心脏病去世；于10月27日安葬。